# NGC 2841
NGC 2841 é uma galáxia espiral localizada a cerca de trinta e um milhões de anos-luz (aproximadamente 9,504 megaparsecs) de distância na direção da constelação de Ursa Maior. Possui aproximadamente cento e trinta mil anos-luz de diâmetro, uma magnitude aparente de 9,3, uma declinação de +50º 58' 44" e uma ascensão reta de 09 horas, 22 minutos e 02,3 segundos.